# Pawieł Kabanow (Bohater Związku Radzieckiego)
Pawieł Antonowicz Kabanow (ros. Павел Антонович Кабанов; ur. 24 maja 1920 we wsi Nagornoje obecnie w rejonie sudogodskim w obwodzie włodzimierskim, zm. 6 czerwca 1985 w mieście Żukowskij) – radziecki wojskowy, starszy sierżant, Bohater Związku Radzieckiego (1944).

## Życiorys
Urodził się w rodzinie chłopskiej. Pracował w Kowrowie i Moskwie m.in. jako ślusarz, od czerwca 1941 służył w Armii Czerwonej. Od października 1941 uczestniczył w wojnie z Niemcami, brał udział m.in. w walkach w obwodzie witebskim w czerwcu 1944 jako dowódca oddziału karabinów maszynowych 210 gwardyjskiego pułku piechoty 71 Gwardyjskiej Dywizji Piechoty 6 Gwardyjskiej Armii 1 Frontu Nadbałtyckiego w stopniu starszego sierżanta. 24 czerwca 1944 we wsi Mamojki w rejonie bieszenkowickim wraz z oddziałem forsował Zachodnią Dźwinę, ogniem z karabinu maszynowego tłumiąc ostrzał wroga i ułatwiając pułkowi sforsowanie rzeki. Po wojnie został zwolniony do rezerwy, w 1950 przyjęto go do WKP(b), pracował w Centralnym Instytucie Aerohydrodynamicznym w Moskwie. Mieszkał w mieście Żukowskij, gdzie zmarł i został pochowany.

## odznaczenia
- Złota Gwiazda Bohatera Związku Radzieckiego (22 lipca 1944)
- Order Lenina
- Order Wojny Ojczyźnianej I klasy
- Order Sławy III klasy

I medale.